# Baia di Guidaloca
La baia di Guidaloca è un'insenatura naturale della costa nord-occidentale della Sicilia, situata nel comune di Castellammare del Golfo, nel libero consorzio comunale di Trapani. È delimitata ad est da punta Gran Marinaro ed a ovest da capo Puntazza.
In questa area si trova la spiaggia di Guidaloca e l'omonima torre di avvistamento.

## Posizione geografica

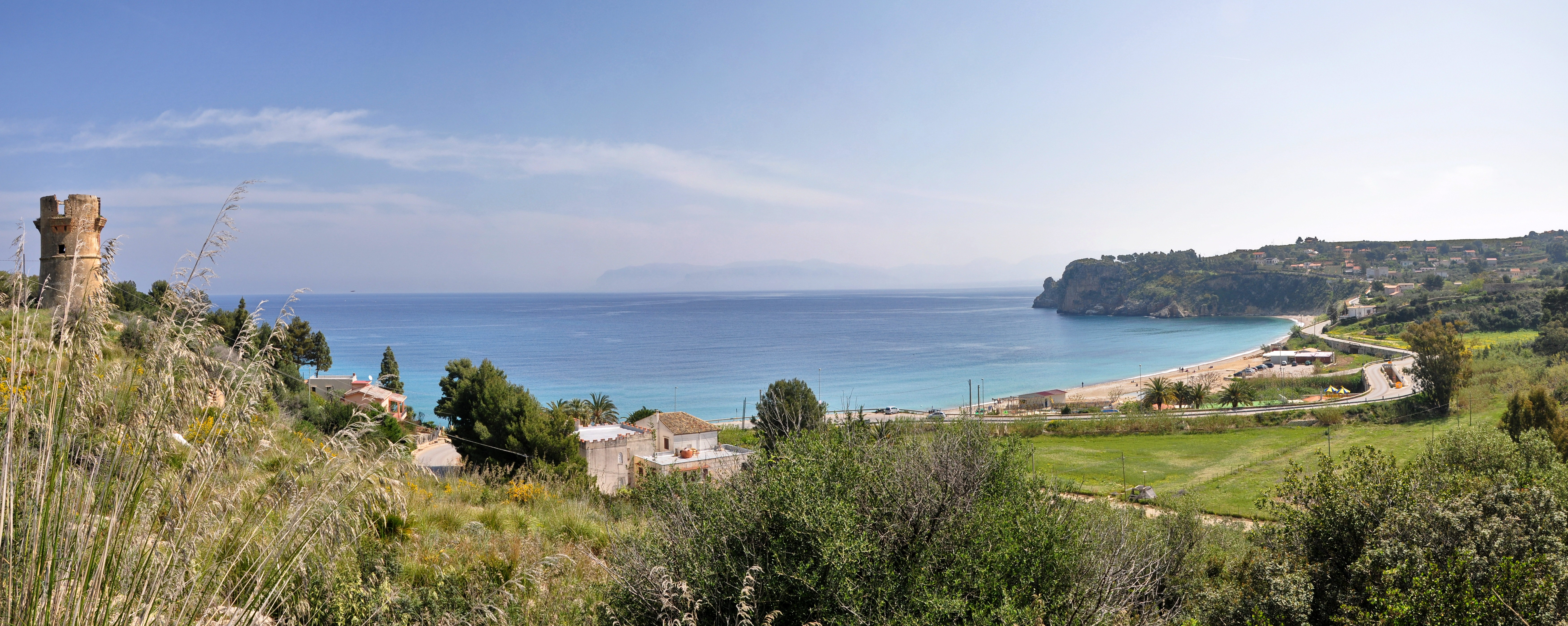
La torre di avvistamento domina l'intera baia

Essa è situata nella costa settentrionale della Sicilia, nel golfo di Castellammare, ed è bagnata dal mar Tirreno. La costa è preceduta da Cala Rossa e Cala Bianca e procede con Cala Bruna e i faraglioni di Scopello. Nel lato ovest è situata l'antica torre di avvistamento. La spiaggia è caratterizzata da piccoli ciottoli bianchi che la rendono unica.

## Cinematografia
La baia è stata set di spot pubblicitari e film come Tini - La nuova vita di Violetta (2016) e Màkari (2021).